# Dichrogaster fulvescens
Dichrogaster fulvescens är en stekelart som beskrevs av Henry Keith Townes, Jr. 1983. Dichrogaster fulvescens ingår i släktet Dichrogaster och familjen brokparasitsteklar. Utöver nominatformen finns också underarten D. f. seminigra.